# Giáp Sơn Thiện Hội
Giáp Sơn Thiện Hội (zh. jiāshān shānhuì 夾山善會, ja. kassan zen`e 805-881, là Thiền sư Trung Quốc. sư đắc pháp nơi Thuyền Tử Đức Thành (Hoa Đình Thuyền Tử). Sau sư đến Giáp Sơn trụ trì, môn đệ đến học tấp nập. Môn đệ đắc pháp nổi danh của sư là Lạc Phổ Nguyên An.

## Cơ duyên
Sư họ Liêu, quê ở Hiện Đình, Quảng Châu. Năm 9 tuổi, sư xuất gia tại chùa Long Nha, sau đó lại đến Giang Lăng tập học kinh luận. sư trụ trì tại Kinh Khẩu. Một hôm, có vị tăng hỏi Sư:
"Thế nào là Pháp thân?"
Sư đáp: "Pháp thân vô tướng."
Tăng hỏi tiếp: "Thế nào là Pháp nhãn?"
Sư đáp: "Pháp nhãn chẳng bệnh."
Thiền sư Đạo Ngô Viên Trí đứng trong hội, nghe sư trả lời bèn cười, nói rằng sư hoằng hoá mà chưa có thầy và chỉ đến Hoa Đình Thuyền Tử (xem dưới Thuyền Tử Đức Thành). Nơi Hoa Đình, sư đại ngộ và sau trở về nơi cũ hoằng giáo. Đạo Ngô cho người đi trắc nghiệm sư với hai câu hỏi như xưa và sư trả lời y như trước. Đạo Ngô thừa nhận, bảo: "Ông ấy đã triệt ngộ."

## Pháp ngữ
Sư dạy chúng:
"... Người thượng căn ngay lời nói liền rõ đạo; kẻ căn khí bậc trung, bậc hạ chạy lăng xăng như sóng bủa. Sao chẳng nằm trong sinh tử mà an định? Sẽ nhận lấy chỗ nào? Lại nghi Phật nghi Tổ thế cái sinh tử cho ông được sao? Người có trí sẽ cười ông, nghe bài kệ đây:
勞持生死法
唯向佛邊求
目前迷正理
撥火覓浮漚
Lao trì sinh tử pháp
Duy hướng Phật biên cầu
Mục tiền mê chính lý
Bát hoả mích phù âu
Nhọc gìn pháp sinh tử
Chỉ nhằm bên Phật cầu
Trước mắt lầm lý chính
Trong lửa bọt có đâu".
Tăng hỏi: "Thế nào là cảnh Giáp Sơn?" sư đáp:
猿抱子歸青嶂裏
鳥銜花落碧巖前
Viên bão tử quy thanh chướng lý
Điểu hàm hoa lạc bích nham tiền
Vượn bồng con về ngọn núi xanh,
chim ngậm hoa đậu trước đỉnh biếc.
Đời Đường, niên hiệu Trung Hoà năm đầu, ngày mùng 7 tháng 11, sư gọi Chủ sự bảo:
"Nay chất huyễn của ta khi hết liền đi, các ông khéo giữ gìn như ngày ta còn, chớ giống người đời sinh ra buồn thảm."
Đêm ấy sư tịch, thọ 77 tuổi. Vua phong là Truyền Minh Đại sư.